# Улд-Чик, Валид
Валид Улд-Чик (нидерл. Walid Ould-Chikh; род. 6 ноября 1999, Розендал, Северный Брабант) — нидерландский футболист, нападающий немецкого клуба «Айнтрахт» (Брауншвейг).

## Клубная карьера
Улд-Чик — воспитанник клубов «Альянс», «Фейеноорд», «Розендал», «Твенте», ДХСЦ и ПЕК Зволле. В 2018 году он подписал контракт с «УСВ Херкулес» в своём дебютном сезоне забил 12 в 18 мачтах. В 2019 году Валид присоединился к «Де Графсхап», но так и не дебютировал за основной состав. В 2021 году Улд-Чик подписал контракт с клубом «Волендам». 18 октября в матче против НАК Бреда он дебютировал в Эрстедивизи. 17 декабря в поединке против «Алмере Сити» Валид забил свой первый гол за «Волендам». По итогам сезона игрок помог клубу выйти в элиту. 7 августа 2022 года в матче против «Гронингена» он дебютировал в Эредивизи.
В 2023 году Улд-Чик был арендован «Родой». 11 августа в матче против «Хелмонд Спорт» он дебютировал за новый клуб. В этом же поединке Валид забил свой первый гол за «Роду». По окончании аренды игрок вернулся в «Волендам».